# Papuzik trójbarwny
Papuzik trójbarwny (Erythrura trichroa) – gatunek małego ptaka z rodziny astryldowatych (Estrildidae). Występuje na Celebesie, Molukach, w Melanezji i północno-wschodniej Australii (półwysep Jork).

## Morfologia
Długość ciała wynosi 12 cm, rozpiętość skrzydeł 14 cm. Masa ciała 8,5–14 g. Dziób stożkowaty, ogon spiczasty. Przód głowy kobaltowoniebieski, ogon czerwonobrązowy. Pozostałe partie upierzenia trawiastozielone. Samica mniej intensywnie ubarwiona, młode matowozielone.

## Zasięg występowania
Zasiedla północno-wschodnią Australię, Nową Gwineę, Moluki, Celebes, Wyspy Salomona, a także archipelagi południowo-zachodniego Oceanu Spokojnego. Środowisko życia stanowią obrzeża lasów deszczowych oraz namorzyny.

## Lęgi
Okres lęgowy trwa od listopada do kwietnia. Gniazdo okrągłe, budulec stanowią mchy, korzenie paproci, grzyby oraz puch roślinny, wyściółkę zaś miękkie materiały. Umiejscowione jest w rozwidleniu pnia lub gałązki krzewu. W lęgu 3–4 białe jaja. Inkubacja trwa 12–14 dni. Młode stają się lotne po 20–21 dniach.

## Systematyka
Międzynarodowy Komitet Ornitologiczny (IOC) wyróżnia jedenaście podgatunków E. trichroa:
- E. trichroa sanfordi – Celebes.
- E. trichroa modesta – północne Moluki.
- E. trichroa pinaiae – południowe Moluki.
- E. trichroa sigillifer –	Nowa Gwinea i jej południowo-wschodnie wyspy, Nowa Brytania i Nowa Irlandia (Archipelag Bismarcka).
- E. trichroa macgillivrayi	– północno-wschodnia Australia.
- E. trichroa eichhorni – Wyspy Świętego Macieja (Archipelag Bismarcka).
- E. trichroa pelewensis – Palau.
- E. trichroa clara	– Chuuk i Pohnpei (Karoliny).
- E. trichroa trichroa – Kosrae (Karoliny).
- E. trichroa woodfordi – Wyspy Salomona.
- E. trichroa cyanofrons – Vanuatu i Wyspy Lojalności.

## Status
Międzynarodowa Unia Ochrony Przyrody (IUCN) uznaje papuzika trójbarwnego za gatunek najmniejszej troski (LC, least concern) nieprzerwanie od 1988 (stan w 2020). W 2008 liczebność populacji szacowano na około 13 tysięcy dorosłych osobników. Trend liczebności populacji uznaje się za stabilny.